# Wang Huning
Wang Huning (en xinès 王沪宁) (Xangai 1955) polític xinès, membre del Comitè Permanent del Politburó del Partit Comunista de la Xina (2017-). Des del 10 de març de 2023 President de la Conferència Consultiva del Poble Xinès.

## Biografia
Va néixer el 6 d'octubre de 1955 a Xangai, d'una família originaria de Laizhou a la provincia de Shandong. Va estudiar francès a l'escola per funcionaris de la Universitat Normal de Xangai (1972-1977).i va obtenir la seva primera feina el febrer de 1977.
La seva delicada salud va fer que durant l'etapa de la Revolució Cultural no tingués cap mena de problemàtica amb el moviment maoista i que d'alguna forma ell va criticar i definir com una forma de violació dels drets humans.
Va estudiar Dret i Política Internacional a la Universitat de Fudan a Xangai (1978-1981) on va obtenir el doctorat en Dret i a on posteriorment va desenvolupar una important carrera acadèmica, des de la tasca de professor de Ciències Polítiques (1981-1989) fins a ocupar el lloc de Degà del Departament de Política Internacional (1989-1994) i de la Facultat de Dret (1994-1995)
Va ingressar al Partit Comunista l'abril de 1984.
En la seva etapa acadèmica va desenvolupar tasques d'investigació en temes de ciència política y filosofia política i a finals dels 80 va guanyar una beca per passar sis mesos als EUA o va ser professor visitant a les Universitats de Iowa, de Michigan i també a la Universitat de Berkeley a Califòrnia (1988-89). Com a rersultat de la seva experiència estatunidenca va escriure el llibre "Estats Units contra Estats Units" on explora les contradiccions de la societat estatunidenca segons la seva òptica.
Té publicats un nombre important de llibres i articles editats en xinès i alguns en anglès.

## Càrrecs ocupats
El 2002 va ser nomenat director de l'Oficina Central d'Investigació Política - el centre d'anàlisi política del Partit Comunista- i membre del Comité Central i va seguir en el càrrec al arribar al poder Hu JIntao i amb la presidència de Xi Jinping va passar a ser membre del Secretariat Central del Partit.
Des del 19è Congrés Nacional del Partit Comunista de la Xina es membre del Comitè Permanent del Politburó. El 20è Congrés Nacional del Partit de l'octubre de 2020 el va nomenar un altre cop membre del Comitè Permanent del Buró Polític del Comitè Central i director de l'Oficina de la Comissió Central per a l'aprofundiment de la reforma.